# Pieter de Vos
Pieter de Vos (Soestdijk, 20 mei 1924 - Apeldoorn, 6 juni 2009) was Engelandvaarder.

## Verzet
Pieter de Vos zat in het verzet en was actief in de groep rond Trouw, de illegale krant die sinds februari 1943 verscheen. Hij had belangrijke berichten voor Engeland bij zich toen hij uit Nederland vertrok.

## Engelandvaart
De reis die hij ondernam, bleek 5650 km lang te worden, waarvan hij er 2120 per trein aflegde, 2200 per vliegtuig en 640 in een comfortabele auto.
Pieter de Vos was nog 19 jaar toen hij aan de voet van de Pyreneeën stond. Hij koos voor de zwaarste route, door het hooggebergte, waar minder Duitse patrouilles waren. Hij sloot zich in december 1943 aan bij een groep van ongeveer 25 personen, inclusief vier Nederlanders, waaronder Hans Kahn. Het konvooi vertrok vanuit de Luchonvallei. Daarvandaan ging de route over een hoogte van minstens 2200 meter. De gids waarschuwde dat ze voor 02:30 uur over de bergrug moesten zijn, want als de maan opkwam, konden de Duitsers hen zien. Het was een zware tocht, waarbij men tot aan de lies in de sneeuw wegzakte. Een van de elf Fransen bleef achter; toen hij later opgehaald werd, leefde hij nog, maar moest hij een been laten amputeren.
De groep werd door Spanjaarden gearresteerd en naar Lerida gebracht, waar zij opgesloten werden in een cel, die men vergat af te sluiten. Toen ze voorzichtig de deur openden, bleek het gebouw verlaten te zijn. Eenmaal buiten, kwam iemand hun zwijgend treinkaartjes voor Barcelona brengen. 
In februari 1944 werd Pieter de Vos met een Engelse identiteit door leden van het Britse consulaat in een auto naar Zuid-Spanje gebracht, een afstand van 640 km. Voor extra veiligheid moest hij zich wel onder de diplomatieke postzakken verstoppen, maar na de controle mocht hij gewoon op de achterbank zitten. Bij de Britse consul in Huelva ontmoette hij twee Britse koopvaardij-officieren, die hem aan boord van een vrachtschip smokkelden. Dit schip bracht hem naar Gibraltar, en vandaar vloog hij naar Engeland. De reis had hem drie maanden gekost. Kahn kwam pas op 18 maart aan, zijn reis duurde twintig maanden.

## Agent
In Londen werd Pieter de Vos opgeleid tot SOE-agent en -marconist. In de nacht van 8 op 9 september 1944 werd hij met Tobias Biallosterski gedropt boven Spanbroek (Noord-Holland). Hun opdracht was het voorbereiden van wapendroppings.
Het vliegtuig dat hun naar Spanbroek bracht, verongelukte op Texel na tegen een losgeslagen ballon te zijn gevlogen. Hierbij kwamen drie van de zeven bemanningsleden om. Zij liggen op het kerkhof in Den Burg begraven. De vier overige bemanningsleden werden krijgsgevangen gemaakt en afgevoerd naar Duitsland. Over gezagvoerder, Geoff Rothwell, schreef Gabrielle Rothwell-McDonald het boek The Last Man Standing (2018). Geoff en Gabrielle ontmoetten Pieter de Vos in 2001 en bezochten toen ook Texel. In het museum LOMT bij het vliegveld van Texel is een tentoonstelling ingericht over deze succesvolle dropping, maar uiteindelijk noodlottige vlucht LK200. Geoff overleed in 2017 op 97-jarige leeftijd in Auckland (Nieuw-Zeeland).